# Lumbrineris ater
Lumbrineris ater är en ringmaskart som beskrevs av Bidenkap 1907. Lumbrineris ater ingår i släktet Lumbrineris och familjen Lumbrineridae. Inga underarter finns listade i Catalogue of Life.